# Ivor Novello
Ivor Novello (15. ledna 1893 Cardiff, Wales – 6. března 1951 Londýn, Anglie) byl velšský hudební skladatel a herec. Jeho matka Clara Novello Davies byla zpěvačka a tak měl od dětství blízko k hudbě. Jeho první úspěšnou skladbou byla „Keep the Home Fires Burning“ z roku 1914. Počátkem dvacátých dvacátých let se začal věnovat také divadelnímu a filmovému herectví. Hrál například ve dvou filmech Alfreda Hitchcocka Příšerný host (1926) a Na šikmé ploše (1927). Zemřel na koronární trombózu ve svých osmapadesáti letech. V roce 1955 po něm bylo pojmenováno ocenění Ivor Novello Awards.